# Bucculatrix speciosa
Bucculatrix speciosa är en fjärilsart som beskrevs av Braun 1963. Bucculatrix speciosa ingår i släktet Bucculatrix och familjen kronmalar. Inga underarter finns listade i Catalogue of Life.